# Buseok-myeon, Yeongju
Buseok-myeon (koreanska: 부석면) är en socken i den centrala delen av Sydkorea, 160 km sydost om huvudstaden Seoul. Den ligger i stadskommunen Yeongju i provinsen Norra Gyeongsang. 